# Балкантурист
Балкантурист — болгарська компанія з туризму, туроператор і турагент, пов'язаний з усіма видами поїздок Болгарією та за кордон.

## Опис
Створена 1948 року як підрозділ Міністерства залізничних, автомобільних і водних шляхів Болгарії (болг.). Єдина в минулому державна компанія, що працювала в галузі надання туроператорських послуг та розвитку туризму в Болгарії.
Приватна компанія, власність компанії БТ-ДС (Balkan Tourist Development Servis).
Член міжнародних туристичних організацій: Міжнародна асоціація повітряного транспорту (IATA), Інтурист, Американська асоціація туристичних агентств (ASTA), JATA, ETOA, а також болгарських галузевих організацій — БАТА, BHRA (Болгарська готельно-ресторанна асоціація).